# Ostrava-Hrušov (nádraží)

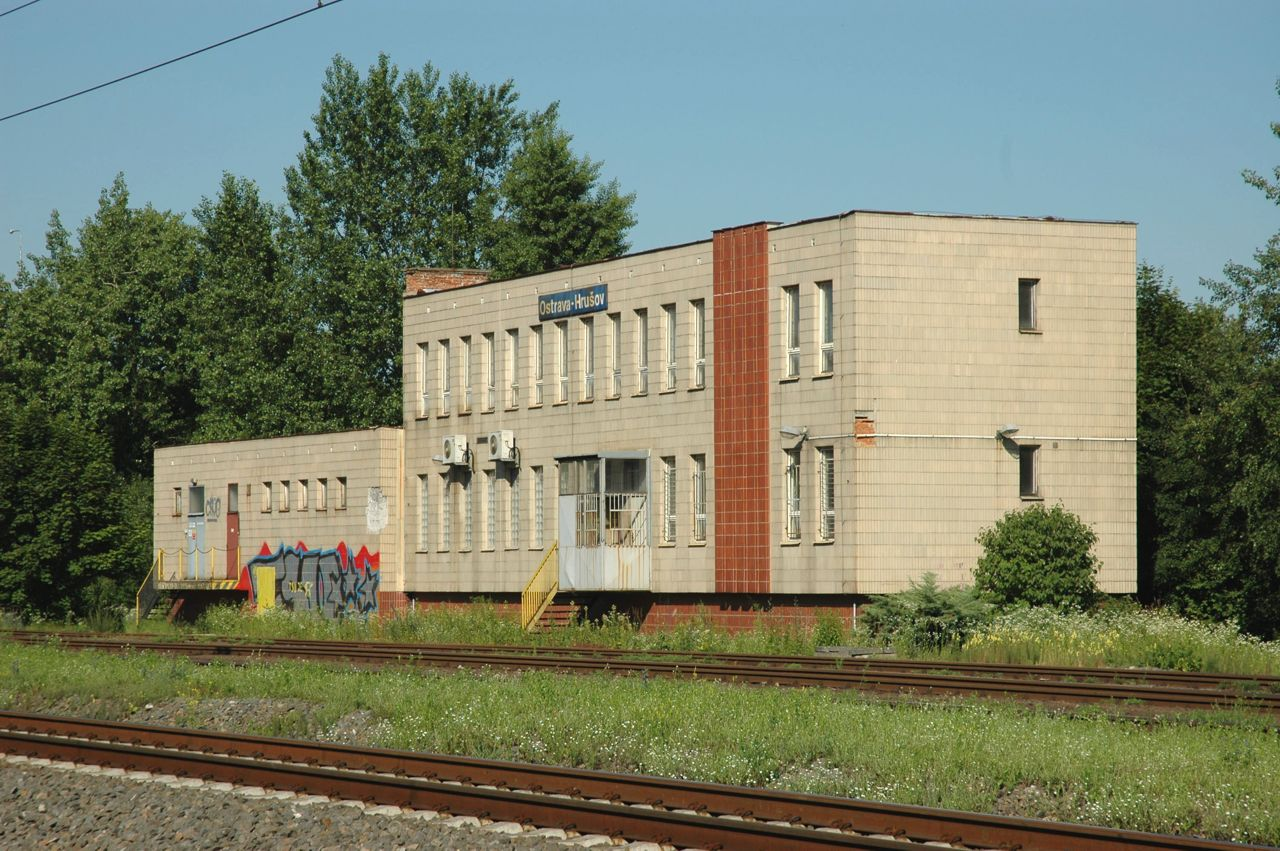
Provozní budova někdejší stanice (stav v roce 2010)

Ostrava-Hrušov byla železniční stanice, která se nacházela na železniční trati Bohumín–Přerov mezi stanicemi Ostrava hlavní nádraží a Bohumín. Stanice zanikla v 90. letech 20. století a pozůstatek tamního kolejiště byl začleněn do stanice Ostrava hlavní nádraží.

## Historie
Provoz stanice byl zahájen 1. května 1847, tj. současně se zprovozněním úseku Lipník nad Bečvou – Bohumín na Severní dráze císaře Ferdinanda (SDCF). V následujících desetiletích se jednalo o nejvýznamnější stanici pro nakládku uhlí z ostravského revíru. Pro stanici však byl významný chemický průmysl, neboť do ní byla zaústěna vlečka „První rakouské továrny na sodu“ (pozdější Hrušovské chemické závody), která vznikla v roce 1851. Vrcholu nakládky bylo dosaženo v roce 1861, kdy bylo z Hrušova expedováno 196 tisíc tun zboží, což tehdy tvořilo 35 % objemu nakládky na celé síti SDCF. Význam stanice pak poklesl po vybudování Báňské dráhy. Do stanice byly zaústěny vlečky k jámám Ida (od roku 1874) a Hubert.
K původně dvoukolejné SDCF byla v roce 1909 dobudována třetí traťová kolej, která spojovala bohumínské „vnější nádraží“ (pozdější Bohumín-Vrbice), kudy směřovalo mnoho nákladních vlaků směrem na pruský Annaberg. V důsledku poddolování se stav stanice v období po druhé světové válce zhoršoval. Z tohoto důvodu přestaly od začátku jízdního řádu 1979/80 ve stanici zastavovat osobní vlaky. 
V letech 1989 až 1994 proběhla další přestavba stanice, která poté jako samostatná zanikla a její kolejiště bylo začleněno do stanice Ostrava hlavní nádraží, obvod osobní nádraží. Během modernizace úseku Bohumín–Ostrava hlavní nádraží došlo v roce 2009 ke zrušení 2. traťové koleje v úseku Hrušov – Bohumín-Vrbice a zůstaly pouze dvě koleje č. 0 a 1, přičemž z nulté koleje se stala druhá traťová kolej.

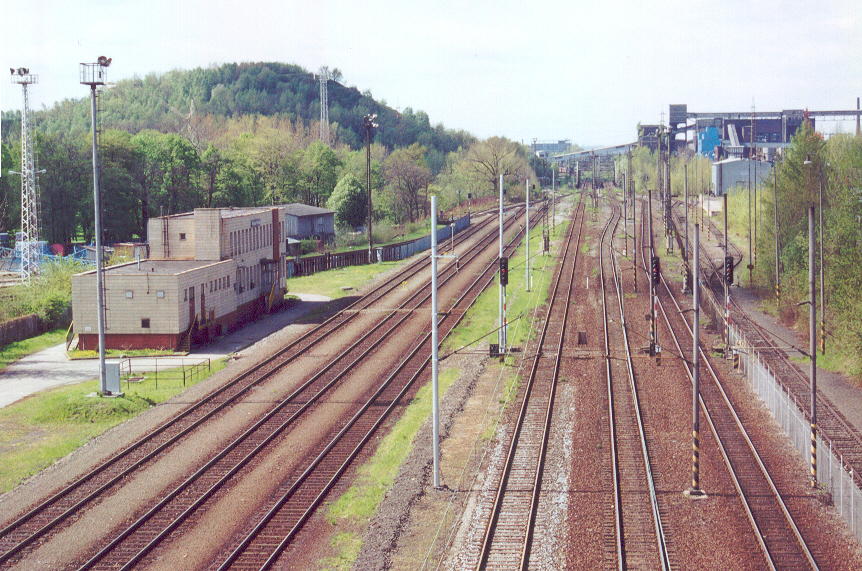
Ostrava-Hrušov v roce 2002, tedy ještě se třemi traťovými kolejemi ve směru na Bohumín

Dnešní (stav v roce 2019) obvod Hrušov je vybaven elektronickým stavědlem ESA 11, které je dálkově řízeno z řídicího stavědla stanice Ostrava hlavní nádraží.

### Výpravní budova
Stanice Hrušov (od roku 1950 Ostrava-Hrušov) byla v padesátých letech 19. století upravena pro osobní přepravu. Pro tento účel byla postavena výpravní budova s pětiosým prostředním rizalitem  a dvěma kolmými křídly, které vybíhaly do prostoru přednádraží. V roce 1898 byla v prostoru kolejiště přistavena veranda a z obou stran budovy byly přistaveny přízemní přístavby s plochou střechou. Zrušením ochranného důlního pilíře dolu Hubert se začaly nepříznivě projevovat důlní vlivy na stanici. V důsledku poškození výpravní budova musela být snesena. Po demolici budovy se dopravní kancelář musela v roce 1982 přestěhovat do provizorních prostor v železničních vozech. V roce 1988 byla dána do provozu nová nádražní budova, ale ta již neměla prostory pro cestující.